# Akrema
Akrema (Acrema) ist ein Dorf im Suco Biqueli, auf der zu Osttimor gehörenden Insel Atauro. Akrema ist die nördlichste Siedlung Atauros und damit Osttimors.

## Geographie und Einrichtungen

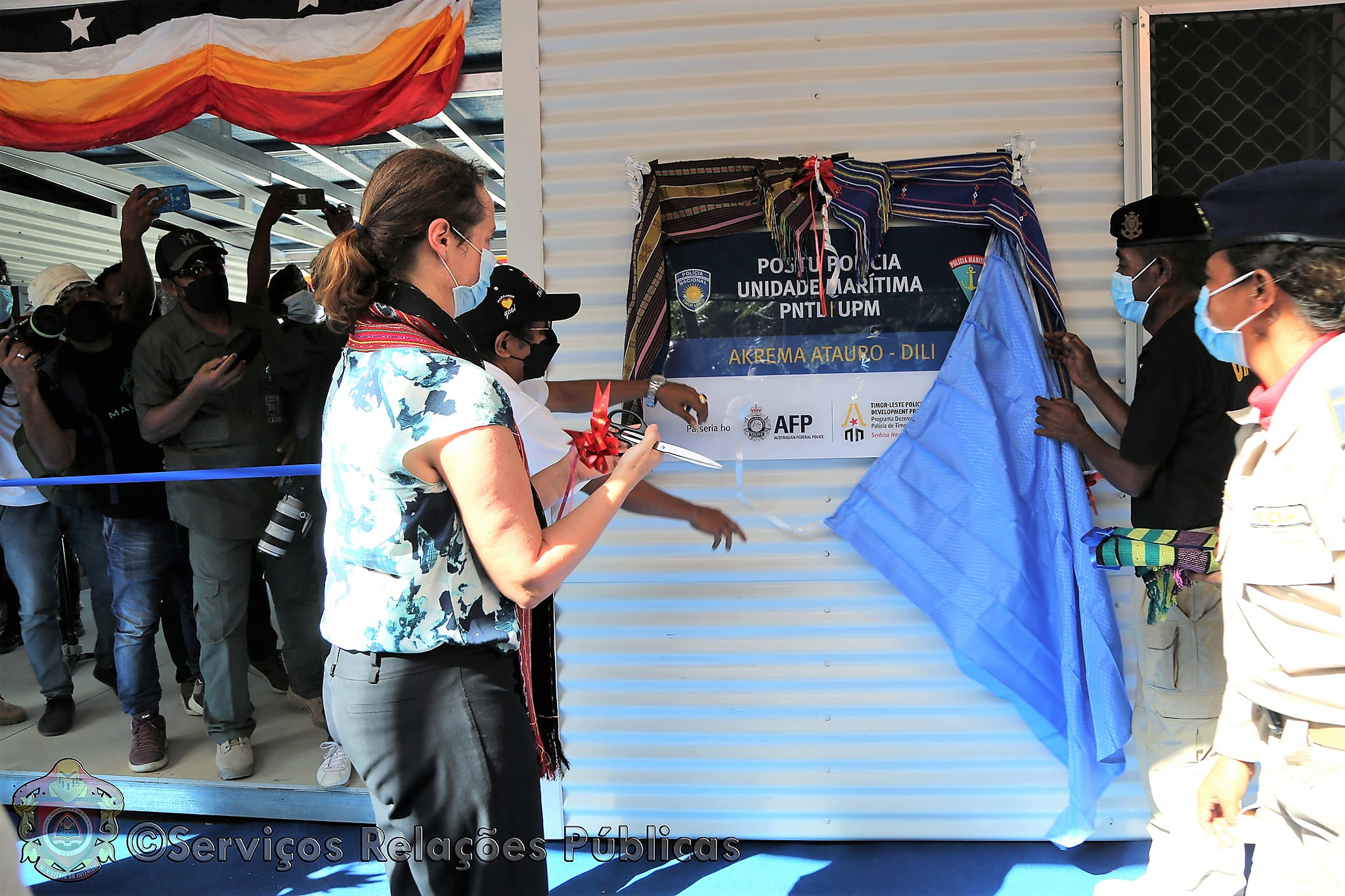
Eröffnung des UPM-Stützpunkts (2021)

Das Dorf Akrema liegt an der Ostküste Atauros, knapp einen Kilometer südlich des Kaps Ponta Akrema, in der Aldeia Uaro-Ana. Zwei Kilometer weiter südlich befindet sich das Dorf Belém, drei Kilometer südwestlich, auf der anderen Seite der Insel das Dorf Vatuo.
Akrema verfügt über einen weißen Sandstrand. Ein Felsen in der Nähe hat die Form eines Adlerkopfs. Hier soll ein mythischer Adler schlafen. Im Dorf wurde am 12. Juni 2021 ein Stützpunkt der Unidade da Polícia Marítima (UPM) eröffnet.